# فرودگاه بین‌المللی لوساکا
فرودگاه بین‌المللی لوساکا (به انگلیسی: Lusaka International Airport) یک فرودگاه غیرنظامی و نیروی نظامی با کد یاتا LUN است که یک باند فرود آسفالت دارد و طول باند آن ۳۶۹۲ متر است. این فرودگاه در شهر لوساکا کشور زامبیا قرار دارد و در ارتفاع ۱۱۵۲ متری از سطح دریا واقع شده است.

## شرکت‌های هواپیمایی و مقصدهای پروازی

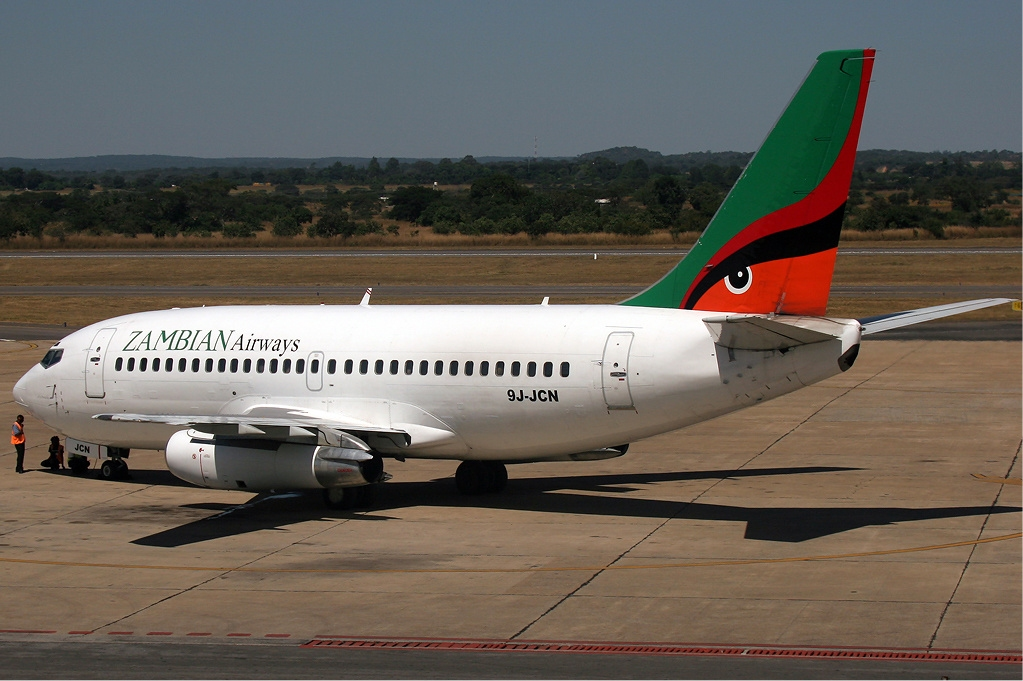
Zambian Airways Boeing 737-200 at Kenneth Kaunda International Airport, April 2007

| شرکت‌های هواپیمایی       | مقصدهای پروازی                                                                        |
| ----------------------- | ------------------------------------------------------------------------------------- |
| ایر نامیبیا             | ویندهوک هوسیا کوتاکو,                                                                 |
| ایرلینک                 | اولیور تامبو                                                                          |
| هواپیمایی امارات        | دوبی، حراره                                                                           |
| هواپیمایی اتیوپی        | بوول، حراره                                                                           |
| Fastjet                 | ژولیوس نیرر، حراره (آغاز از ۱۳ نوامبر ۲۰۱۷)                                           |
| کنیا ایرویز             | جومو کنیاتا                                                                           |
| Mahogany Air            | چیپاتا، لیوینگ استون، مفوو، ندولا، سولوزی                                             |
| Malawian Airlines       | چیلکا، لیلونگوه                                                                       |
| Proflight Zambia        | چیپاتا، کینگ شاکا، Jeki، Kasama، Kasanka، لیلونگوه، لیوینگ استون، مفوو، ندولا، سولوزی |
| رواندایر                | اولیور تامبو، کیگالی                                                                  |
| هواپیمایی آفریقای جنوبی | اولیور تامبو                                                                          |
| تاگ آنگولا ایرلاینز     | کواترو دو فرویرو                                                                      |